# پادشاه کانگ ژو
پادشاه کانگ از ژو (به چینی: 周康王) با نام شخصی جی ژائو (به چینی: 姬釗)؛ سومین پادشاه دودمان ژو در چین باستان بود. تاریخ سلطنت وی مورد اختلاف است، اما عموماً تصور می‌شود که او از ۱۰۲۰ تا ۹۹۶ پ. م یا ۱۰۰۵ تا ۹۷۸ پ. م حکومت کرده‌است.
پادشاه کانگ سیاست پدرش، پادشاه چنگ، را دنبال کرد و قلمرو ژو را در شمال و غرب گسترش داد. او همچنین یک شورش در شرق را سرکوب کرد. زندگی در دودمان ژو تحت حکومت کانگ پربرکت شد.
پس از مرگش، پسرش، پادشاه ژائو ژو، جانشینش شد.

## خانواده
ملکه‌ها
- وانگ جیانگ از طایفه جیانگ (王姜 姜姓)؛ مادر ولیعهد شیا

پسران
- ولیعهد شیا (太子瑕؛ ۱۰۲۷ - ۹۷۷ پ. م)؛ پادشاه ژائو ژو